# Clinton Percival
Clinton Percival – trener piłkarski z Saint Kitts i Nevis.

## Kariera trenerska
W latach 2000–2001 oraz 2010-2012 prowadził narodową reprezentację Saint Kitts i Nevis.